# Золотарівка (Щастинський район)
Золотарі́вка — село в Україні, у Широківській селищній громаді Щастинського району Луганської області. Населення становить 128 осіб.

## Населення
За даними перепису 2001 року населення села становило 128 осіб, з них 7,81% зазначили рідною мову українську, а 92,19% — російську.